# 顾黄初
顾黄初（1933年10月—2009年3月9日），浙江嘉善人，中国语文教育家。第八届、九届全国人大代表。

## 生平
1953年毕业于南京大学中文系。1978年进入扬州师范学院中文系工作，历任讲师、副教授、教授。

## 著作
著有《语文教育论稿》、《顾黄初语文教育文集》、《语文教材的编制与使用》、《语文课程与语文教材》、《叶圣陶语文教育思想讲话》、《现代语文教育史札记》、《中国现代语文教育史》等。